# Aglaia archboldiana
Aglaia archboldiana là một loài thực vật thuộc họ Meliaceae. Đây là loài đặc hữu của Fiji.